# 奔馳法
奔馳法（英語：SCAMPER），由美國心理學家罗伯特·艾伯尔(Robert F.Eberle)創作。這是檢核表，這種檢核表主要藉幾個字的代號或縮寫，代表七種改進或改變的方向，能激發人們推敲出新的構想。

## 「奔馳法」概要
奔馳法簡稱為「SCAMPER」，主要用於改善製程與改良事物。透過7個切入點：替換（substitute）、整合（combine）、改進（adapt）、調整（modify）、其他用途（put to other uses）、消除（eliminate）與重組（rearrange）有助於檢核是否具有調整現狀的新構想。
S   =   Substitute(替代) = 是否有取代原有功能或材質的新功能或新材質？
C   =   Combine(合併) = 哪些功能可以和原有功能整合？如何整合與使用？
A   =   Adapt(調適) = 原有材質、功能或外觀，是否有微調的空間？
M   =   Magnify/Modify(修改) = 原有材質、功能或外觀，是否有微調或更誇大的空間？
Saying the contrary or adding ‘no’ to one/several element(s) of the product
Packaging 
Inverting the ketchup bottle 
Ketchup is always ready to flow out when opening bottle
P   =   Put to other uses(其他用途) = 除了現有功能之外，能否有其他用途？
E   =   Eliminate(消除) = 哪些功能可刪除？哪些材質可減少？
R   =   Re-arrange(重排) = 順序能否重組？
奔馳法的5個步驟為：
Step1：製作5直欄、8橫列查核表格
Step2：為每一個切入點找出最適合的定義
Step3：設計問題
Step4：思考可能答案
Step5：評估可行方案，落實流程改善或產品改良